# Campeonato Mundial de Natação em Piscina Curta de 2010 - 400 m livre masculino
A prova dos 400 metros nado livre masculino do Campeonato Mundial de Natação em Piscina Curta de 2010 foi disputado em 17 de dezembro em Dubai nos Emirados Árabes Unidos.

## Recordes
Antes desta competição, os recordes mundiais e do campeonato nesta prova eram os seguintes:
|    | Nome            | Nacionalidade | Tempo (minuto) | Local     | Data                   |
| -- | --------------- | ------------- | -------------- | --------- | ---------------------- |
| WR | Paul Biedermann | Alemanha      | 3:32.77        | Berlim    | 14 de novembro de 2009 |
| CR | Grant Hackett   | Austrália     | 3:35.01        | Hong Kong | 1 de abril de 1999     |

## Medalhistas
| Ouro                  | Prata                  | Bronze                 |
| Paul Biedermann (GER) | Nikita Lobintsev (RUS) | Oussama Mellouli (TUN) |

## Resultados

### Eliminatórias
As eliminatórias ocorreram dia 17 de dezembro. Oito atletas num total de 51 se classificaram  para a final. 
| Colocação | Bateria | Raia | Nome                           | Tempo   | Notas |
| --------- | ------- | ---- | ------------------------------ | ------- | ----- |
| 1         | 7       | 4    | Oussama Mellouli (TUN)         | 3:39.64 | Q     |
| 2         | 7       | 5    | Peter Vanderkaay (USA)         | 3:39.96 | Q     |
| 3         | 6       | 4    | Mads Glæsner (DEN)             | 3:39.98 | Q     |
| 4         | 5       | 5    | Ahmed Mathlouthi (TUN)         | 3:40.07 | Q     |
| 5         | 7       | 6    | Yannick Agnel (FRA)            | 3:40.16 | Q     |
| 6         | 7       | 2    | Nikita Lobintsev (RUS)         | 3:40.31 | Q     |
| 7         | 5       | 6    | Sébastien Rouault (FRA)        | 3:40.77 | Q     |
| 8         | 6       | 5    | Paul Biedermann (GER)          | 3:41.44 | Q     |
| 9         | 5       | 4    | Federico Colbertaldo (ITA)     | 3:41.68 |       |
| 10        | 6       | 2    | Dominik Meichtry (SUI)         | 3:41.85 |       |
| 11        | 6       | 5    | Patrick Murphy (AUS)           | 3:42.53 |       |
| 12        | 6       | 3    | Charlie Houchin (USA)          | 3:43.12 |       |
| 13        | 7       | 3    | Pál Joensen (FRO)              | 3:44.42 |       |
| 14        | 7       | 7    | Zhang Zhongchao (CHN)          | 3:45.17 |       |
| 15        | 6       | 1    | Gergely Gyurta (HUN)           | 3:45.19 |       |
| 16        | 1       | 3    | Dai Jun (CHN)                  | 3:45.34 |       |
| 17        | 5       | 3    | Mikhail Polischuk (RUS)        | 3:45.84 |       |
| 18        | 4       | 3    | Cristian Quintero (VEN)        | 3:46.06 |       |
| 19        | 3       | 3    | Hassaan Abdel Khalik (CAN)     | 3:46.21 |       |
| 20        | 4       | 1    | Daniele Tirabassi (VEN)        | 3:46.60 |       |
| 21        | 5       | 2    | Samuel Pizzetti (ITA)          | 3:46.71 |       |
| 22        | 5       | 8    | Heerden Herman (RSA)           | 3:46.77 |       |
| 23        | 5       | 7    | Lucas Kanieski (BRA)           | 3:46.82 |       |
| 24        | 7       | 8    | Serhiy Frolov (UKR)            | 3:46.85 |       |
| 25        | 5       | 1    | Christian Scherübl (AUT)       | 3:47.54 |       |
| 26        | 7       | 1    | Květoslav Svoboda (CZE)        | 3:48.37 |       |
| 27        | 3       | 4    | Velimir Stjepanović (SRB)      | 3:48.56 |       |
| 28        | 4       | 5    | Sebastián Jahnsen Madico (PER) | 3:50.03 |       |
| 29        | 6       | 7    | Gard Kvale (NOR)               | 3:50.28 |       |
| 30        | 3       | 6    | Esteban Enderica (ECU)         | 3:50.41 |       |
| 31        | 6       | 8    | Mitchell Dixon (AUS)           | 3:51.71 |       |
| 32        | 4       | 2    | Julio Galofre (COL)            | 3:52.92 |       |
| 33        | 4       | 8    | Ventsislav Aydarski (BUL)      | 3:53.80 |       |
| 34        | 4       | 4    | Esteban Paz (ARG)              | 3:54.10 |       |
| 35        | 4       | 7    | Gabriel Villagoiz (ARG)        | 3:55.18 |       |
| 36        | 3       | 5    | Mohamed Farhoud (EGY)          | 3:55.32 |       |
| 37        | 3       | 8    | Irakli Revishvili (GEO)        | 3:56.50 |       |
| 38        | 3       | 7    | Ivan Enderica Ochoa (ECU)      | 3:58.53 |       |
| 39        | 3       | 1    | Morad Berrada (MAR)            | 3:59.35 |       |
| 40        | 3       | 2    | Yousef Al-Askari (KUW)         | 3:59.88 |       |
| 41        | 2       | 3    | Matthew Abeysinghe (SRI)       | 4:00.93 |       |
| 42        | 4       | 6    | Oleg Rabota (KAZ)              | 4:00.98 |       |
| 43        | 2       | 5    | Sauod Altayar (KUW)            | 4:02.19 |       |
| 44        | 2       | 6    | Neil Agius (MLT)               | 4:07.46 |       |
| 45        | 2       | 7    | Edward Caruana Dingli (MLT)    | 4:08.10 |       |
| 46        | 2       | 8    | Derrick Bakhuis (AHO)          | 4:12.41 |       |
| 47        | 2       | 1    | Anderson Lim (BRU)             | 4:25.66 |       |
| 48        | 2       | 2    | Israr Hussain (PAK)            | 4:27.06 |       |
| 49        | 2       | 4    | Gert Kacani (ALB)              | 4:34.27 |       |
| 50        | 1       | 4    | Enea Murataj (ALB)             | 4:46.80 |       |
| 51        | 1       | 5    | Chamraen Youri Maximov (CAM)   | 4:49.74 |       |

### Final
A final teve sua disputa realizada em 17 de dezembro.
| Colocação         | Raia | Nome              | Nacionalidade  | Tempo   | Notas |
| ----------------- | ---- | ----------------- | -------------- | ------- | ----- |
| Medalha de ouro   | 8    | Paul Biedermann   | Alemanha       | 3:37.06 |       |
| Medalha de prata  | 7    | Nikita Lobintsev  | Rússia         | 3:37.84 |       |
| Medalha de bronze | 4    | Oussama Mellouli  | Tunísia        | 3:38.17 |       |
| 4                 | 5    | Peter Vanderkaay  | Estados Unidos | 3:38.44 |       |
| 5                 | 3    | Mads Glæsner      | Dinamarca      | 3:38.56 |       |
| 6                 | 1    | Sébastien Rouault | França         | 3:40.07 |       |
| 6                 | 2    | Yannick Agnel     | França         | 3:40.07 |       |
| 8                 | 6    | Ahmed Mathlouthi  | Tunísia        | 3:40.33 |       |

Legenda
| Recorde mundial       | Recorde mundial (World record)               |                       | Recorde africano                      | Recorde africano (African) |                                           | Q | Classificado por posição (Qualified) |
| Recorde do campeonato | Recorde do campeonato (Championship record)  | Recorde da América    | Recorde da América (Americas)         | q                          | Classificado por melhor tempo (Qualified) |   |                                      |
| Melhor marca do ano   | Melhor marca do ano (World leading)          | Recorde asiático      | Recorde asiático (Asian)              | DNS                        | Não largou (Did not start)                |   |                                      |
| Recorde nacional      | Recorde nacional (National record)           | Recorde europeu       | Recorde europeu (European)            | DNF                        | Não terminou (Did not finish)             |   |                                      |
| Recorde pessoal       | Recorde pessoal do atleta (Personal best)    | Recorde da Oceania    | Recorde da Oceania (Oceania)          | DSQ / DQ                   | Desclassificado (Disqualified)            |   |                                      |
| Recorde da temporada  | Recorde da temporada do atleta (Season best) | Recorde sul-americano | Recorde sul-americano (South America) | NM                         | Sem marca (No mark)                       |   |                                      |